# 栋泽尔—蒙德拉贡运河
栋泽尔—蒙德拉贡运河（法語：Canal de Donzère-Mondragon）是法国的一条运河，长24千米。